# Allen Chastanet
Allen Michael Chastanet, né le 20 novembre 1960, est un homme d'affaires et homme politique saint-lucien, Premier ministre de Sainte-Lucie du 7 juin 2016 au 28 juillet 2021.

## Biographie
Après de nombreuses années comme vice-président d'Air Jamaica puis comme directeur d'un hôtel à Sainte-Lucie, il se lance en politique en 2006 au côté de John Compton en devenant son ministre du Tourisme. En 2013, il devient le nouveau dirigeant du Parti uni des travailleurs et remporte les élections de 2016.
Son gouvernement s'aligne sur celui des États-Unis concernant les relations internationales. Au sujet du Venezuela, il refuse de reconnaître le président Nicolás Maduro et apporte son soutien à Juan Guaidó, un dirigeant de l'opposition s'étant auto-proclamé président. Il est convoqué avec les autres dirigeants pro-américains des Caraïbes à une réunion avec Donald Trump en mars 2019 pour définir une politique commune sur la situation au Venezuela et les « pratiques économiques prédatrices » de la Chine.
La mauvaise gestion de l’économie par son gouvernement est pointée par un rapport de la Banque centrale des Caraïbes orientales, qui évoque une explosion de la dette. Sainte-Lucie est ainsi devenue le pays le plus endetté de l’Organisation des États de la Caraïbe orientale.
Son parti est sévèrement battu aux élections législatives de 2021, n'obtenant que deux sièges contre treize pour le Parti travailliste et deux pour les indépendants.

## Prises de position
En avril 2022, Allen Chastanet déclare être favorable à ce que Sainte-Lucie devienne une république.